# Gianfranco Gallone
Gianfranco Gallone (* 20. dubna 1963 Ceglie Messapica) je italský římskokatolický duchovní, arcibiskup a diplomat.

## Život
Narodil se 20. dubna 1963 v Ceglie Messapica.
Vstoupil do kněžského semináře. Získal licenciát z kanonického práva a liturgiky. Dne 3. září 1988 byl biskupem Armandem Francem vysvěcen na kněze a inkardinován do diecéze Oria. Působil jako učitel a biskupský ceremoniář. V Orii vystudoval také církevní historii. Poté odešel do Říma, kde se na Papežské církevní akademii věnoval studiu diplomacie.
Roku 2000 vstoupil do diplomatických služeb Svatého stolce. Sloužil na apoštolských nunciaturách v Indii, Izraeli, Mosambiku, Slovensku a ve Švédsku. Následně působil ve Státním sekretariátu v sekci pro vztahy se státy. Dne 2. února 2019 jej papež František jmenoval apoštolským nunciem v Zambii a titulárním arcibiskupem z Mottoly. Biskupské svěcení přijal 19. března z rukou kardinála Pietra Parolina a spolusvětiteli byli kardinál Fernando Filoni a biskup Vincenzo Pisanello.
Dne 8. května 2019 byl také jmenován nunciem v Malawi a 3. ledna 2023 byl přemístěn jako nuncius do Uruguaye.